# Серафим Глаголевський
Митрополи́т Серафи́м (в миру Стефан Васильович Глаго́левський; 1757, Калуга — 17 січня 1843) — консервативний релігійний діяч у добу Російської імперії. Єпископ Відомства православного сповідання.  
З 19 червня 1821 єпископ Новгородський, Санкт-Петербургський, Естляндський і Фінляндський, член Святійшого правлячого синоду.

## Життєпис
Народився в сім'ї паламаря Космодаміанської церкви (тоді на Богоявленській вулиці) Калуги (тоді в Московській губернії). Початкову освіту отримав в Калузькому духовному повітовому училищі. Потім продовжив його в Ніколо-Перервинській семінарії і в філологічній семінарії вченого дружнього товариства, заснованого в Москві відомими містиками Н. І. Новіковим і Шварцем. Навчався в Слов'яно-греко-латинської академії і одночасно відвідував лекції в Московському університеті.
У березні 1785 року розпочав педагогічну діяльність учителем Троїцької семінарії (в Троїце-Сергієвій лаврі).
У 1787 році призначений вчителем риторики в академії і академічним катехизатором.
2 грудня 1787 року прийняв чернечий постриг в академії (в Заіконоспасському монастирі).